# 苗族蒙人
苗族蒙人，亦作仡蒙人，为苗族的一个分支，居住在中国贵州、云南、四川、重庆、广西以及中南半岛。美国等西方国家的苗語族裔亦以蒙人为主。越南称为赫蒙族，是越南的53個法定少數民族之一。由于在中華人民共和國，蒙人不被視為单独的民族，人口普查只统计苗族总人口，故苗族蒙人的中国人口及世界总人口难以精确估计。
苗族蒙人可分为许多支系，如白苗（Hmongb Dleub）、青苗（Hmongb Nzhuab，也叫绿苗、蓝苗、花苗）、红头苗（Hmongb Lenl，也叫花苗）、轻苗（也叫青苗、花苗）、汉苗（Hmongb Shuat，也叫偏苗）、小花苗、角角苗（也叫长角苗）、清水苗等。

## 近代歷史
在18世紀時，由於政治動盪以及為了尋找更多的耕地，大量的苗族蒙人開始由中國南部大規模南迁。在越戰結束後以及老撾人民民主共和國建立後，許多苗族蒙人由于参加过美国支持的王寶游击隊而受到越南和老撾兩國的嚴酷追杀迫害，通過泰國難民營進入美國。最早一批是在1975年，只有3,466人獲准庇護身份進入美國。
2011年越南西北部邊境地區的奠边省发生罕见大型骚乱，多达7000人的越南赫蒙族发动和平抗争，要求越南当局消除对少数民族的压迫、给予更多宗教自由及自主权。越南当局调动军队镇压，据称最少28死、数百人失踪。越南当局禁止外国媒体到当地采访，又截断当地电源及通讯。德新社引述当地官员指，示威民众架设了路障，并建立了防御设施，当局已有1300名警察及为数不明的士兵派到当地。

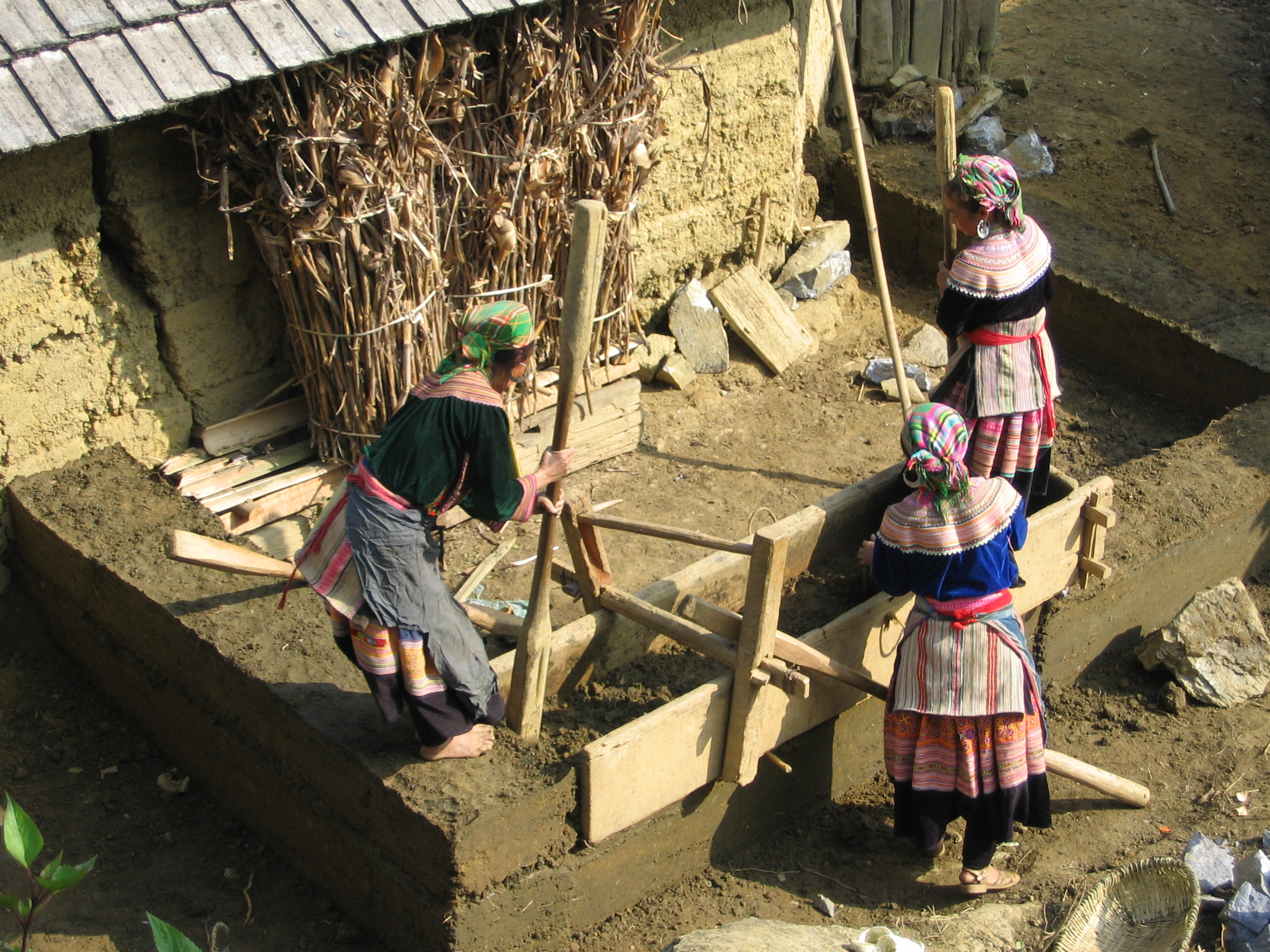
越南花苗典型夯土建屋術